# Mantcha Traoré
Mantcha Traoré, né le 9 juin 1979 à Paris, est un joueur français de basket-ball. Il évolue aux postes d'ailier fort et de pivot. Il est actuellement entraineur pour Val de Seine Basket